# انریکه ماگدالنو
انریکه ماگدالنو (انگلیسی: Enrique Magdaleno؛ زادهٔ ۴ نوامبر ۱۹۵۵) بازیکن فوتبال اهل اسپانیا است.
از باشگاه‌هایی که در آن بازی کرده‌است می‌توان به باشگاه ورزشی رئال مایورکا و باشگاه فوتبال سویا اشاره کرد.